# Cântico da Liberdade
Cântico da Liberdade ist seit 1996 die Nationalhymne der Republik Kap Verde. Davor hatte Kap Verde die gleiche Nationalhymne wie Guinea-Bissau (Esta é a Nossa Pátria Bem Amada). Die Melodie wurde von Adalberto Higino Tavares Silva (* 1961) komponiert; den portugiesischen Text verfasste Amílcar Spencer Lopes (* 1948).

## Text
Refrain:
Canta, irmão

Canta, meu irmão

Que a liberdade é hino

E o homem a certeza.
Com dignidade, enterra a semente

No pó da ilha nua;

No despenhadeiro da vida

A esperança é do tamanho do mar

Que nos abraça,

Sentinela de mares e ventos

Perseverante

Entre estrelas e o Atlântico

Entoa o Cântico da Liberdade.
Refrain:
Canta, irmão

Canta, meu irmão

Que a liberdade é hino

E o homem a certeza.

## Übersetzung ins Deutsche
Refrain:
Sing, Bruder

Sing, mein Bruder

Denn die Freiheit ist eine Hymne

Und der Mensch Gewissheit.
Vergrabe mit Würde den Samen

Im Staub der nackten Insel;

Am Steilhang des Lebens

Ist die Hoffnung so groß wie das Meer,

Das uns umarmt,

Wächter der Meere und Winde

Beharrlich

Zwischen Sternen und Atlantik

Stimme an das Lied der Freiheit.
Refrain:
Sing, Bruder

Sing, mein Bruder

Denn die Freiheit ist eine Hymne

Und der Mensch Gewissheit.